# Молитвенный коврик

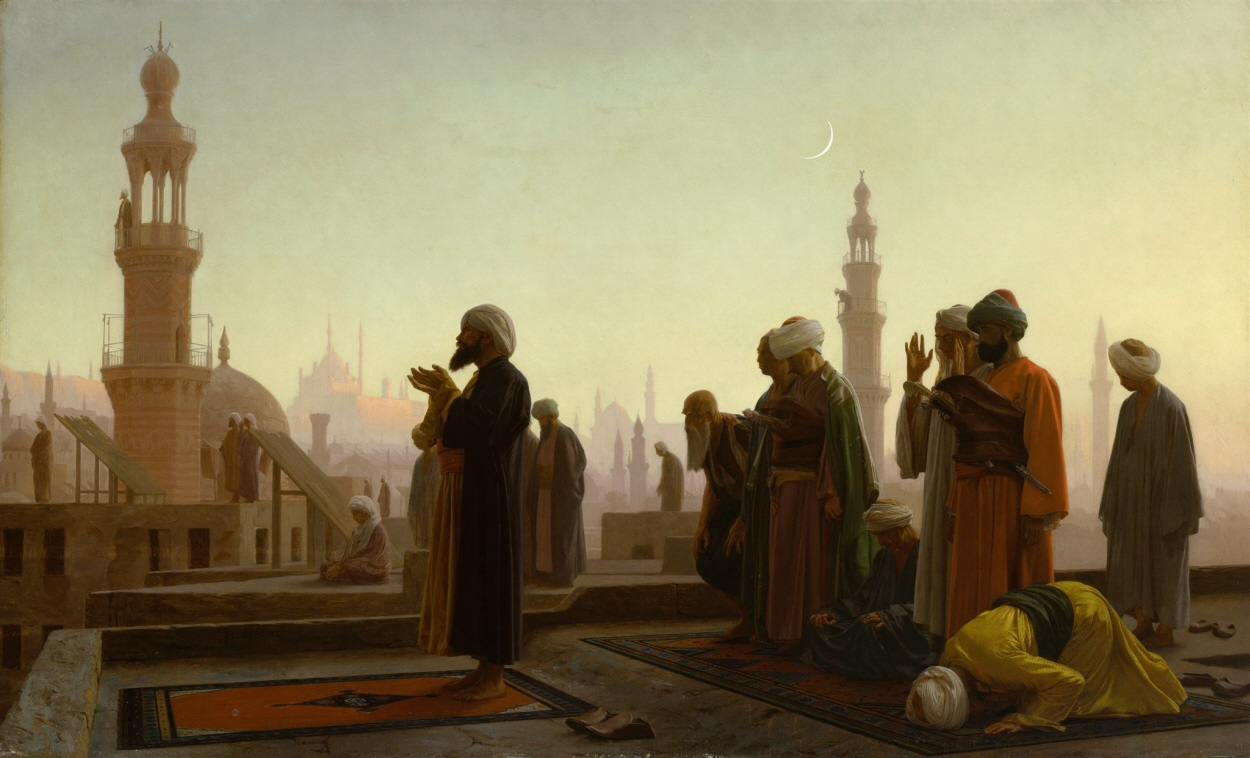
Намаз в Каире

Молитвенный коврик, саджжа́да (араб. سجادة‎), намазлык (баш. намаҙлыҡ, тат. намазлык), джай-намаз (перс. جانماز‎) — коврик для намаза, на котором чаще всего изображена ниша с остриём свода, который обращают во время молитвы в сторону киблы (Мекки).

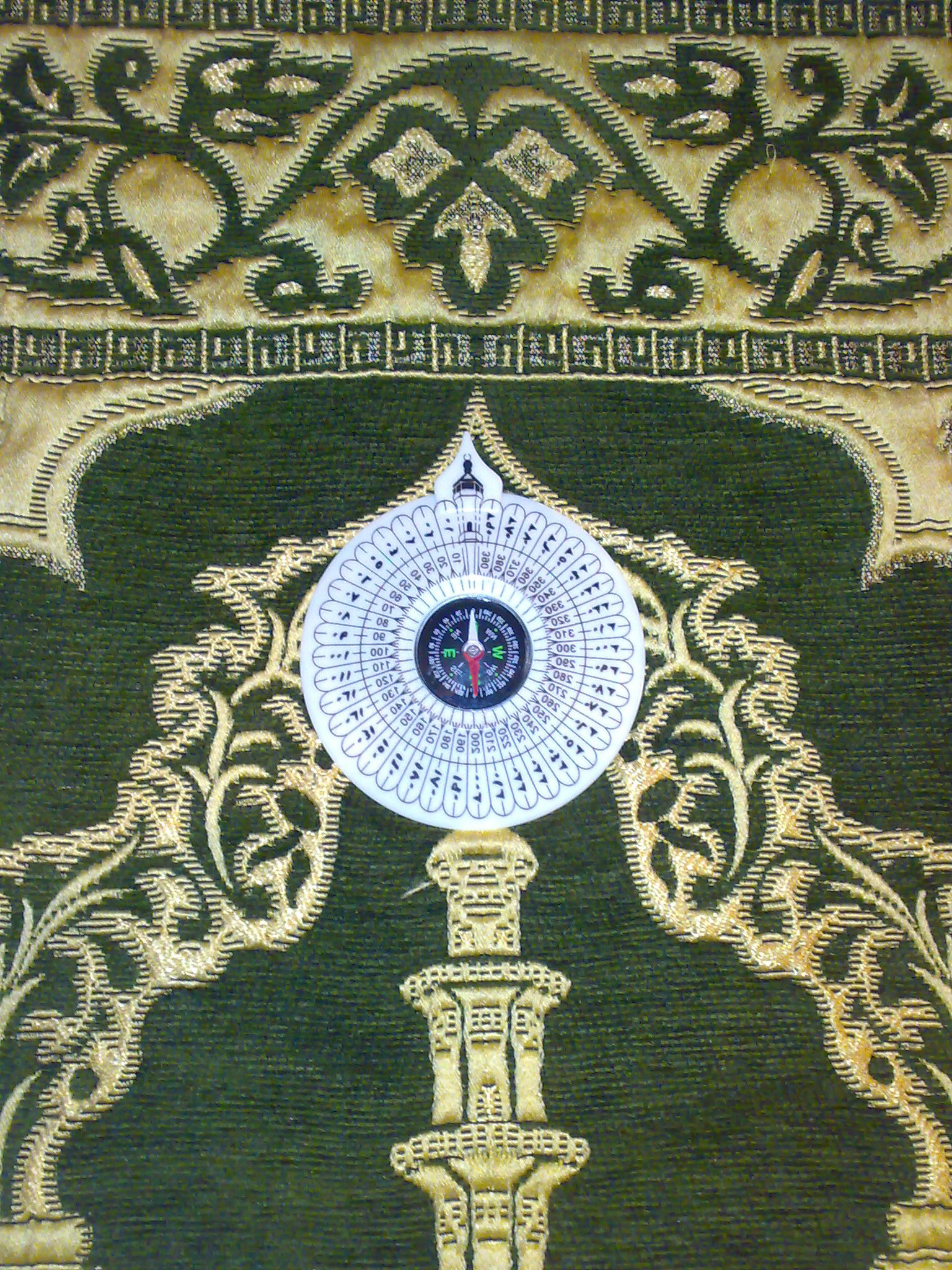
Молитвенный коврик с компасом

## Использование
Арабское слово «саджжада» имеет тот же корень, что и слово «масджид» (мечеть). Молитвенные коврики являются для мусульманина практически самостоятельным местом отправления культа и предназначены прежде всего для защиты молящегося от нечистот (наджаса). Некоторые мусульмане придают саджжаде особое религиозное значение и с помощью коврика как бы отделяются от внешнего мира. Использование коврика при совершении молитвы не является обязательным, а её чрезмерное использование (например, в мечети поверх ковров) порицается некоторыми исламскими богословами. Обычно мусульмане приносят коврик с собой, а после молитвы сворачивают и уносят.
В тех случаях, когда мусульманин вынужден ехать на одном верховом животном с женщиной, полагалось класть коврик на предназначенное для мужчины седло. Благочестивые люди, посещая дом христианина или иного иноверца, предпочитали садиться на саджжады, оставаясь тем самым на «своей территории». В суфизме молитвенный коврик считается духовным троном, который передается по наследству от основателя тариката (суфийского братства) его руководителям.

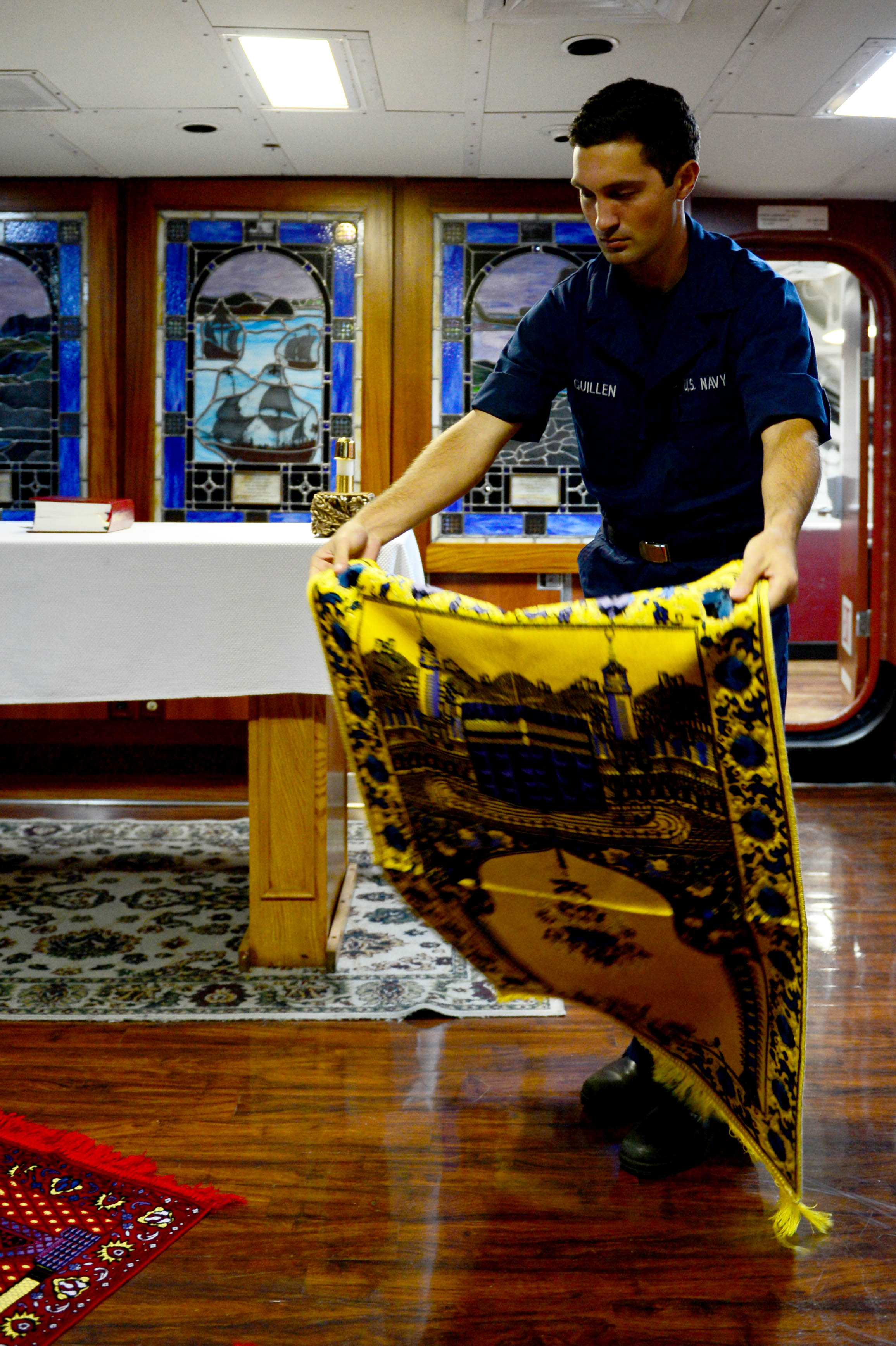

## Размеры и материалы
Размер коврика ограничен площадью, позволяющей совершать земные поклоны (суджуд). Ширина обычного коврика колеблется от 0,4 до 0,6 метров, а длина от 1 до 1,5 метра.
В качестве саджжады могут быть использованы шкуры чистых животных (овцы, коровы и др.), листья (пальмы и др.), предметы одежды (куртка, халат и др.), ткань, бумага без нанесённых на ней типографских знаков (обои) и т. п.

## История
Термина «саджжада» нет в Коране, однако в канонических сборниках хадисов сохранились упоминания о хумрах, которые предназначались в первую очередь для защиты лица от жары либо холода земли. Практика, связанная с повсеместным использованием молитвенных ковриков, не существовала в раннее время истории ислама и появилась примерно в X—XI веках.

## Термины
- Фарраш — слуга, расстилающий молитвенный коврик.

В суфизме существует ряд мистических интерпретаций, связанных с термином саджада.
- Саджада — синоним тариката и цепочки преемственности (силсила).
- Сахиб ас-саджада, шейх ас-саджада или саджада-нишин (восседающий на молитвенном коврике) — руководитель тариката.
- Саджадат аль-иршад — место и право мистического наставничества.

## Искусство
Изготовление молитвенных ковриков является одним из традиционных направлений прикладного искусства мусульманских народов.

## Галерея

Турецкие намазлыки
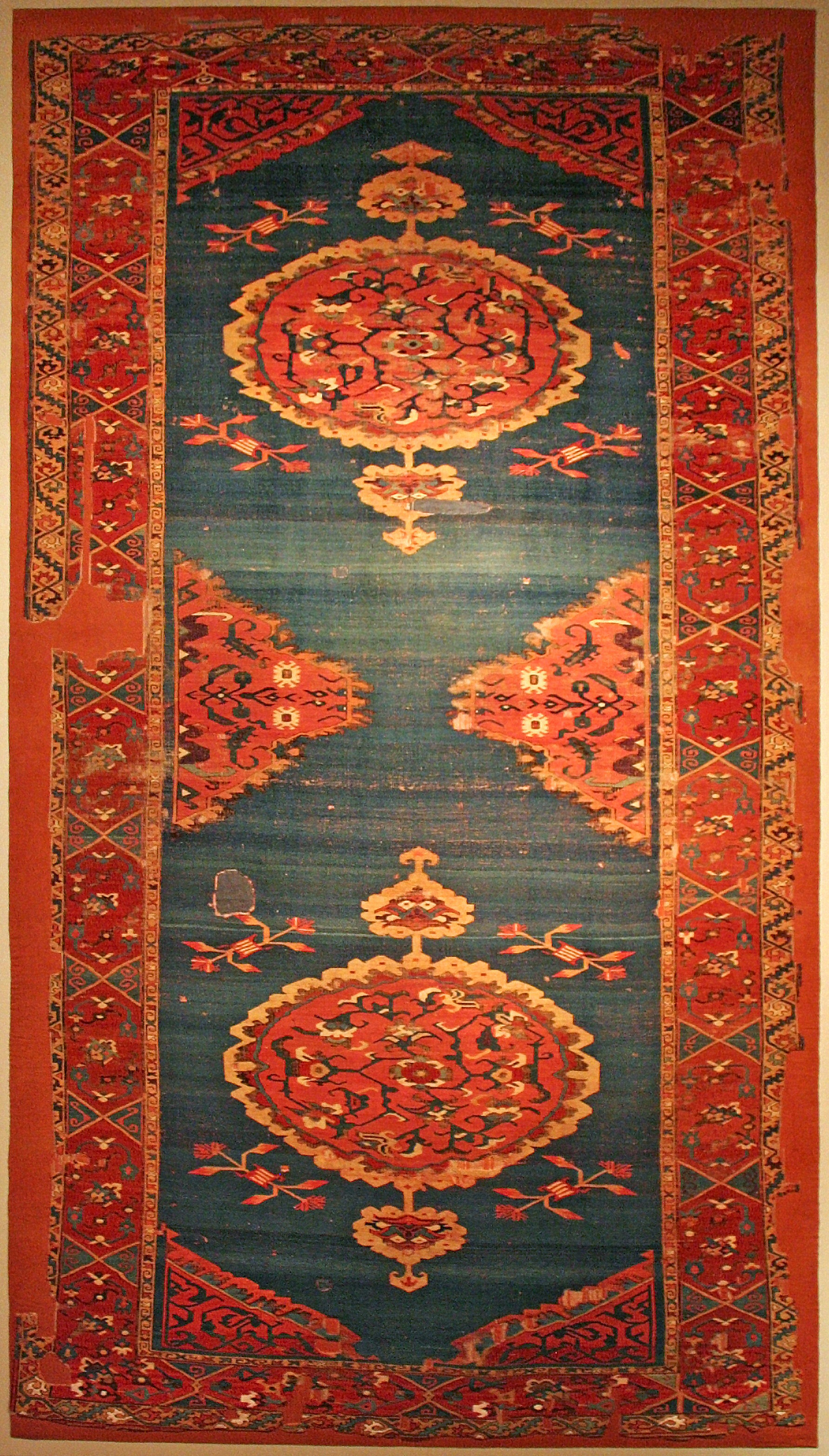
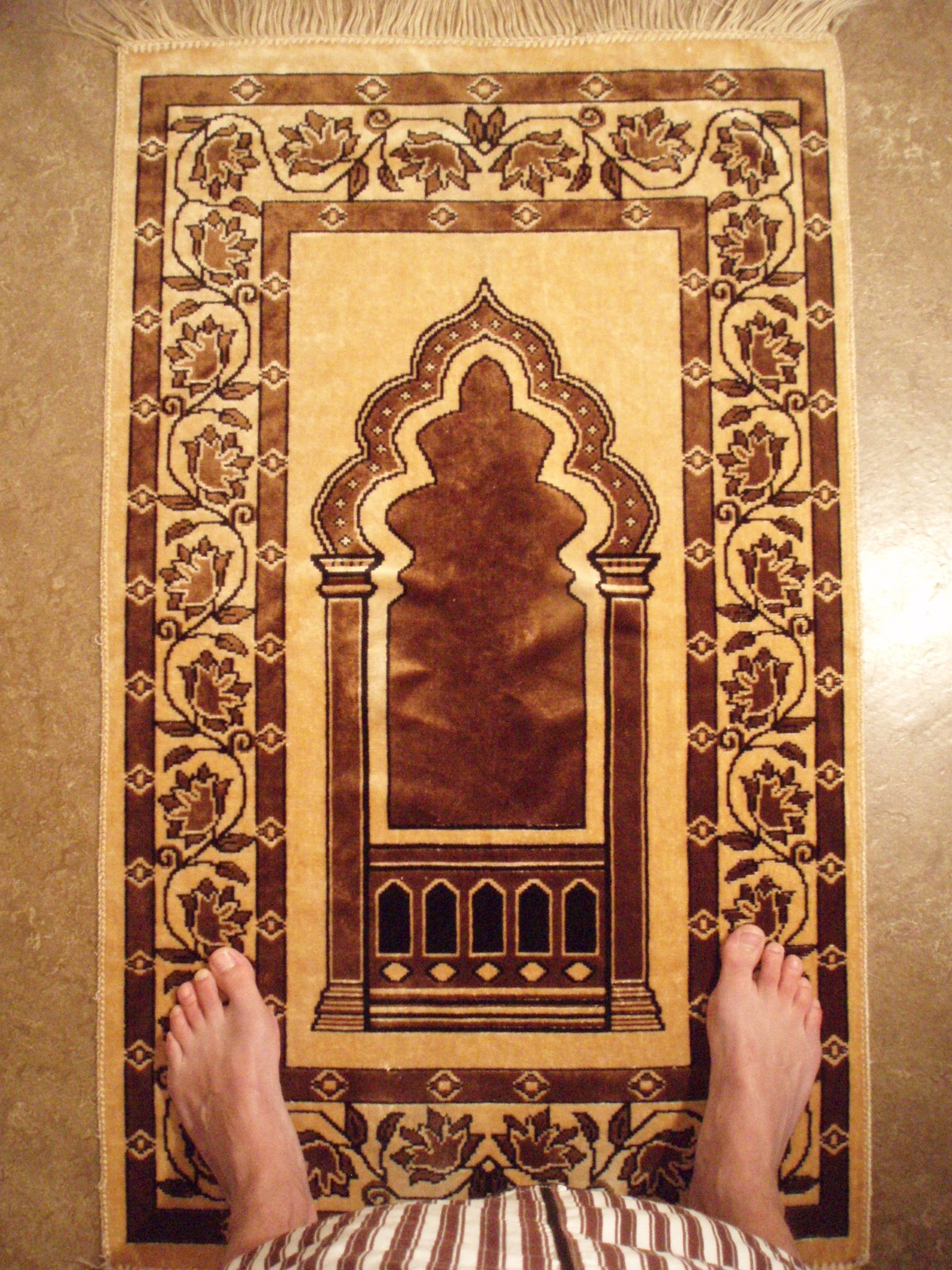
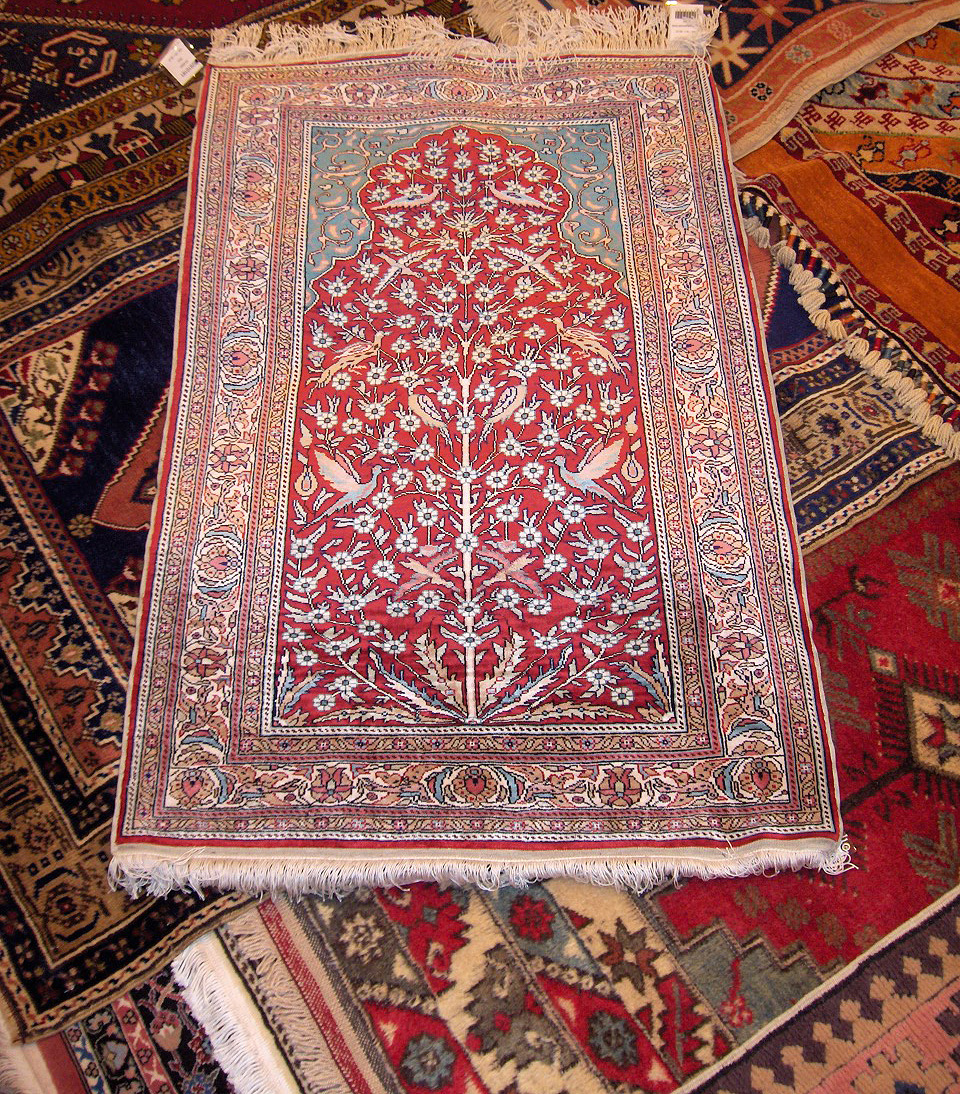
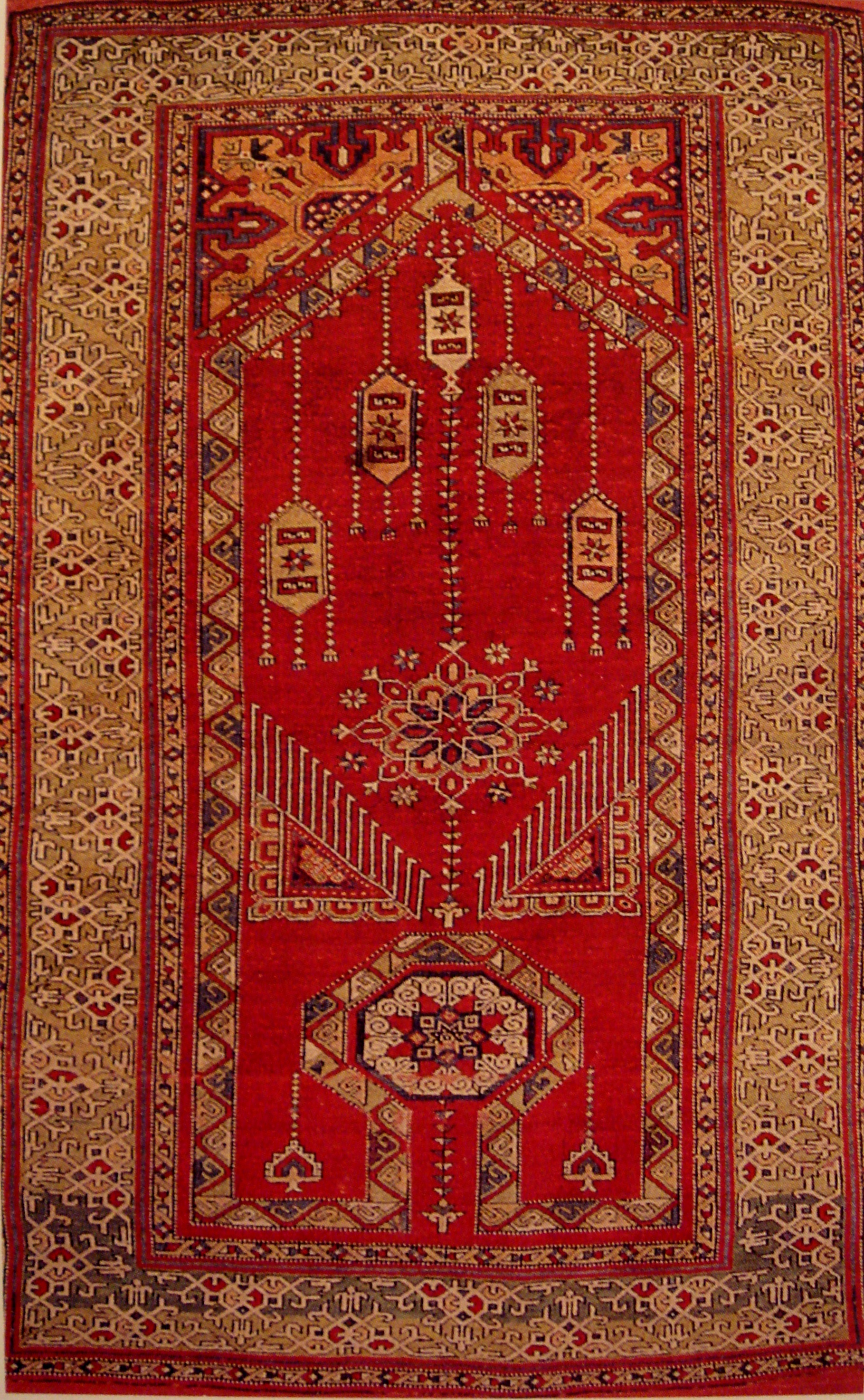

Азербайджанские намазлыки
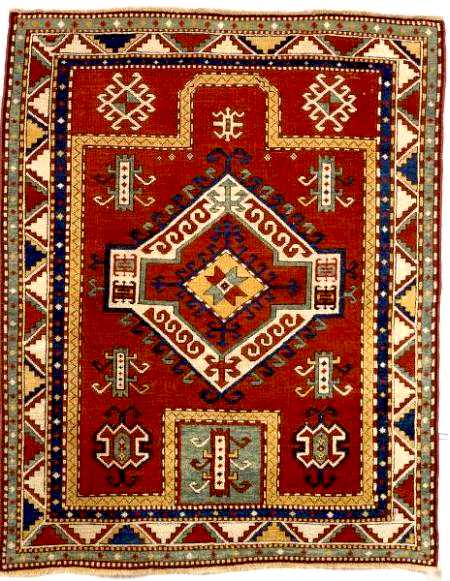
Из Фахралы. Казахская школа
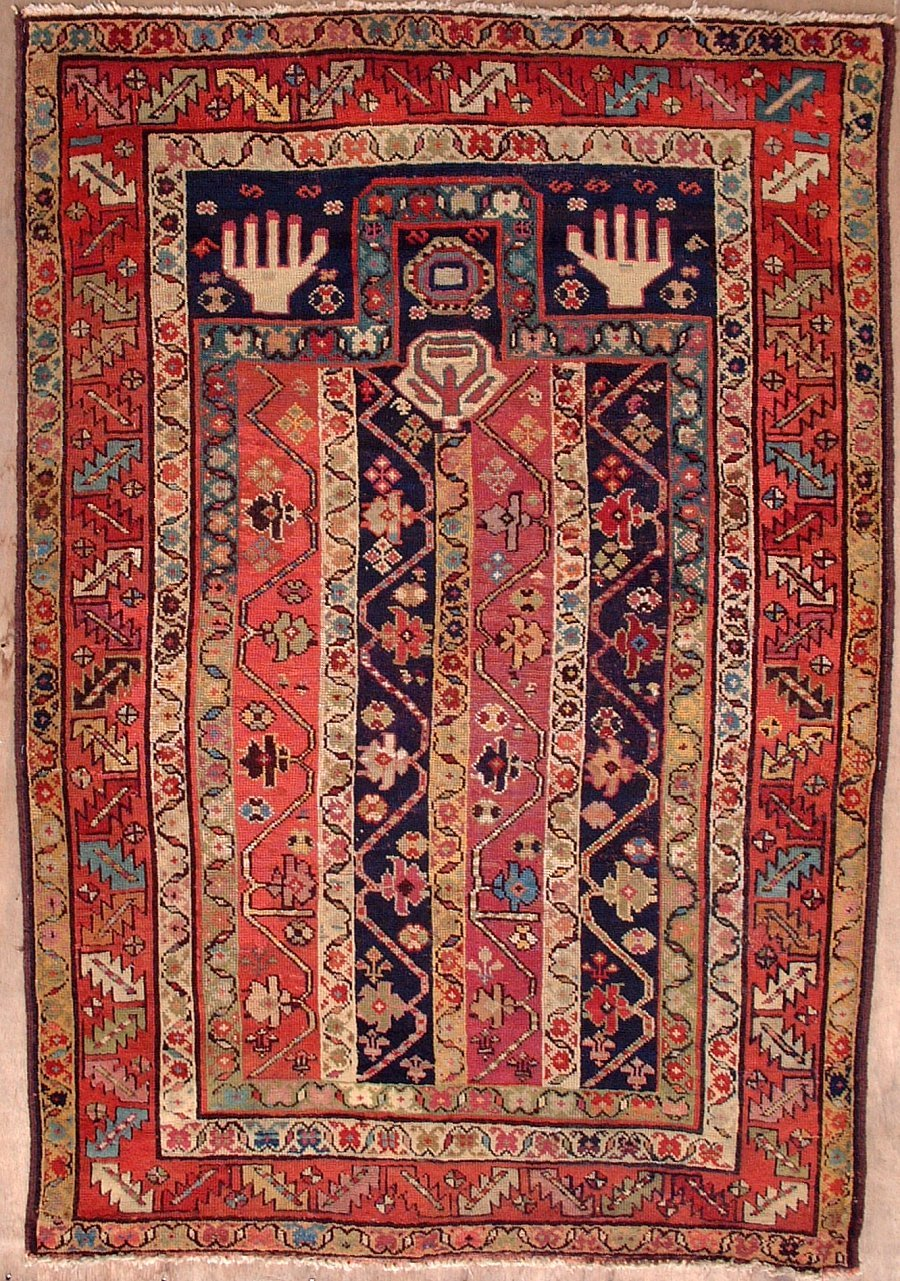
Ширванская школа
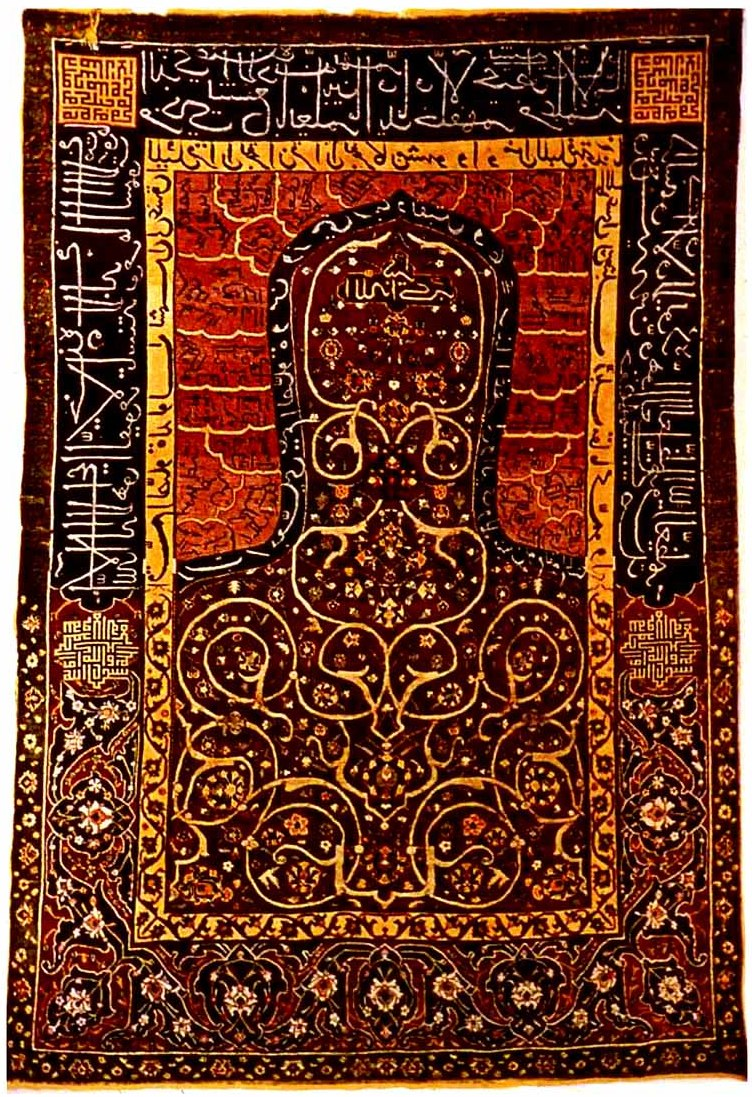
Сотканный в Южном Азербайджане ковёр Намазлык. XVI век
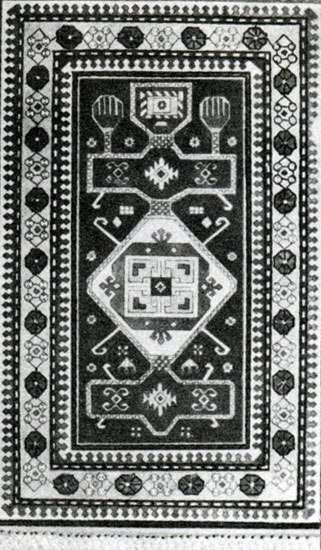
Сотканный в городе Шуше ковёр Намазлык. XIX век

Татарские намазлыки
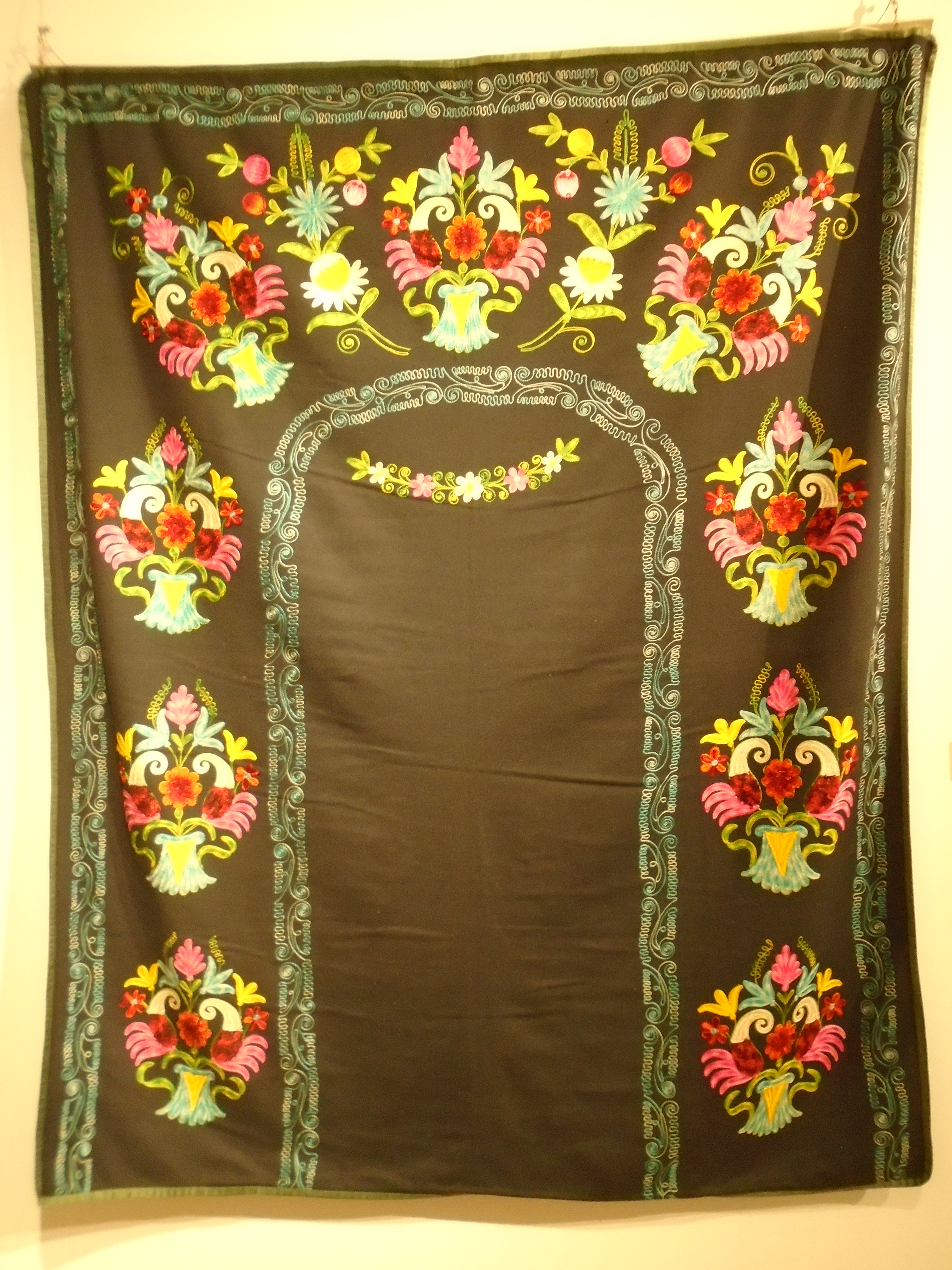
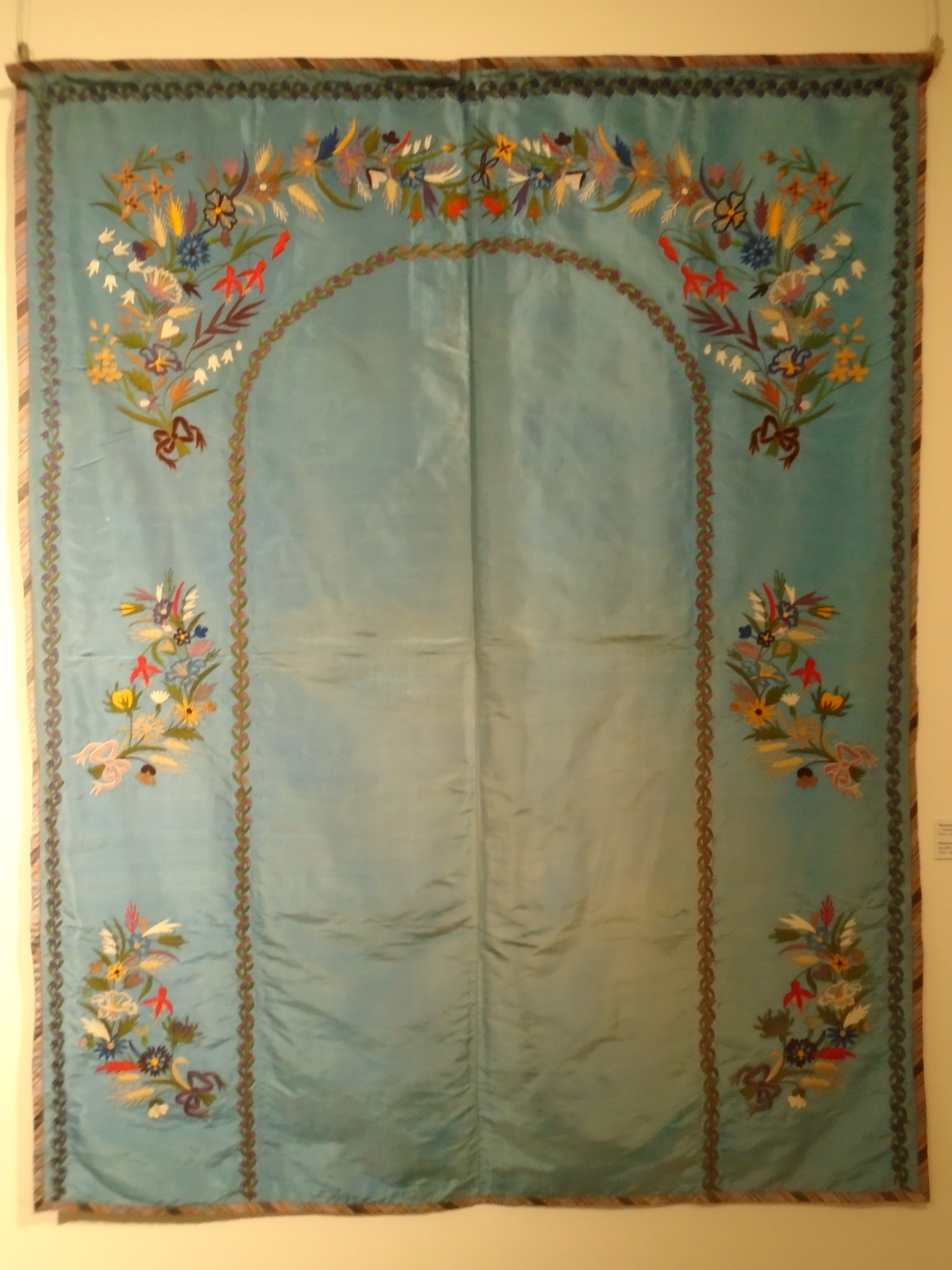
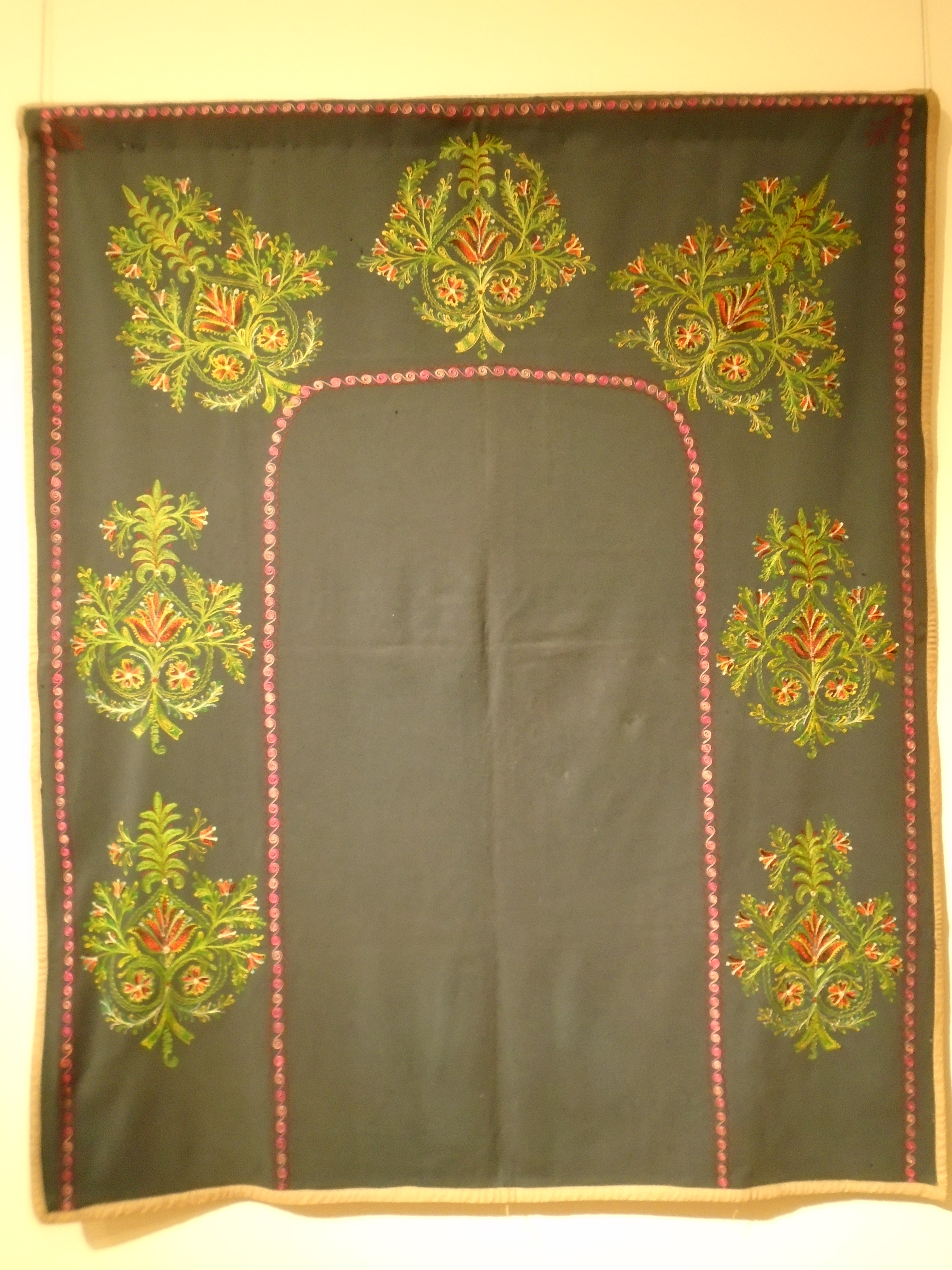
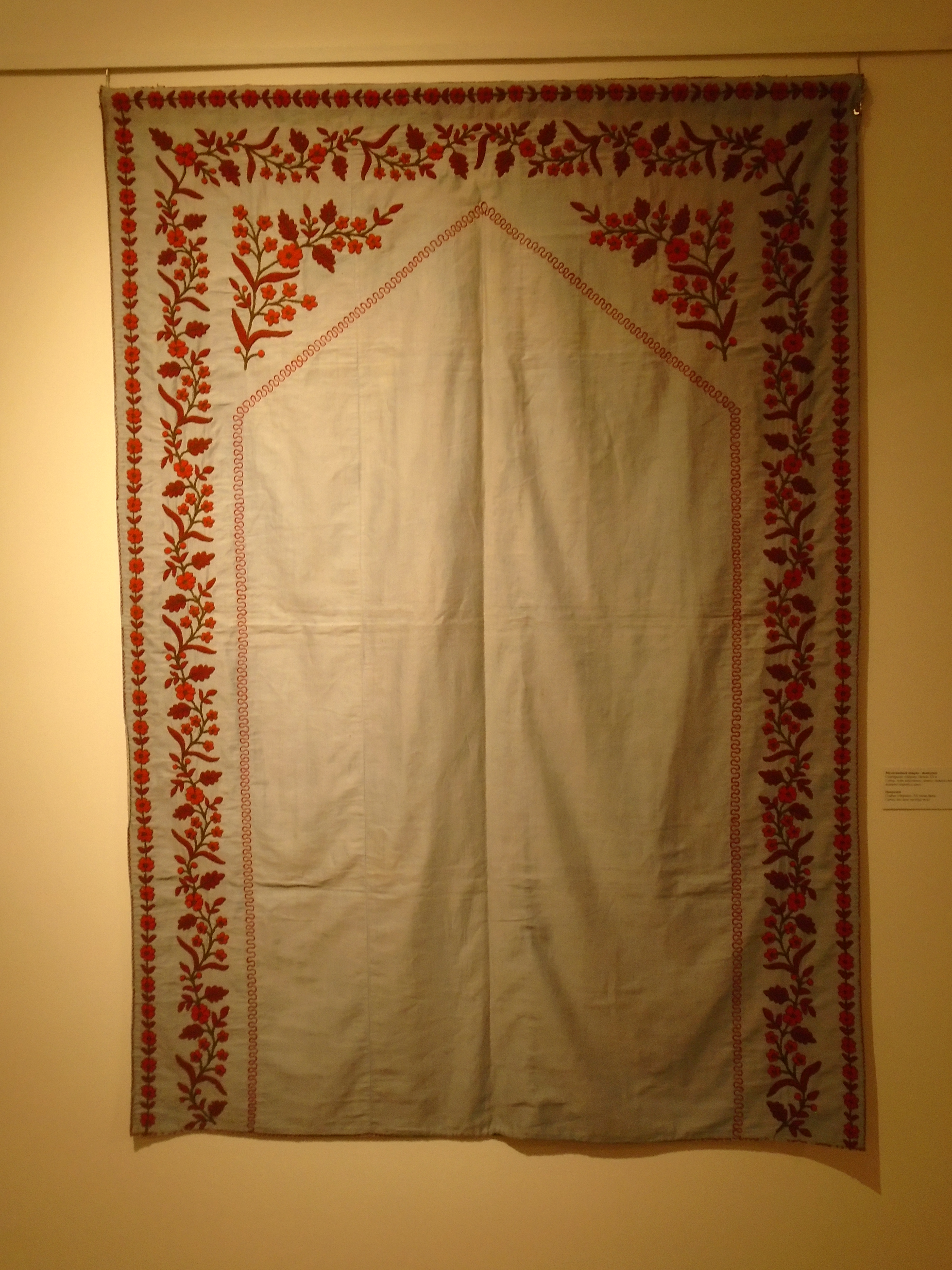